# Хоуп, Томас Чарльз
Томас Чарльз Хоуп (21 июля 1766, Эдинбург — 3 июля 1844, там же) — британский химик, учёный-медик, педагог, научный писатель; член Лондонского королевского общества. Более всего известен как первооткрыватель химического элемента стронция, а также как автор так называемого эксперимента Хоупа и как один из учителей Чарльза Дарвина.

## Биография
Был третьим сыном в семье хирурга и ботаника Джона Хоупа. Высшее образование в области медицины и химии получил в Эдинбургском и Парижском университетах. С 1783 года преподавал химию в университете Глазго; в январе 1788 года был избран членом Королевского общества Эдинбурга; в 1789 году получил звание профессора медицины и с 1791 года в этом качестве читал лекции по медицине в университете Глазго. В 1795—1799 годах был заместителем Джозефа Блэка, заведующего кафедрой химии и медицины Эдинбургского университета, а в 1799—1843 годах возглавлял эту кафедру; вышел в отставку за полтора года до смерти. В мае 1810 года был избран членом Лондонского королевского общества. В 1815—1819 годах был президентом Королевского колледжа врачей в Эдинбурге, в 1823—1833 годах — вице-президентом Королевского общества Эдинбурга.

## Научная деятельность
В 1791—1792 годах провёл серию экспериментов, в ходе которых им был выделен металл стронций, первоначально названный учёным «стронтис»; отчёт о своей работе Хоуп опубликовал 4 ноября 1793 года. Результаты исследований соединений стронция изложены в двух работах Хоупа: «On strontian earth» (1798) и «Account of a mineral from strontian and of a peculiar species of earth which it contains» (1796). В результате эксперимента, названного впоследствии в его честь, предложил способ приблизительного определения температуры, при которой вода имеет наибольшую плотность; его описание было изложено в работе «Observations on the contraction of water by heat at low temperature» (1805), и в XIX веке этот опыт описывался в каждом учебнике физики. В ходе того же эксперимента Хоуп представил научное объяснение плавучести айсбергов.